# حمیدرضا مشفق
حمیدرضا مشفق (زاده ۱۳۴۵ در تهران) استاد تمام فیزیک دانشگاه تهران و رئیس انجمن فیزیک ایران است. او در سال ۱۳۶۴ از دبیرستان البرز دیپلم ریاضی فیزیک گرفت و تحصیلات کارشناسی خود را در رشته فیزیک دانشگاه شهید باهنر کرمان، مدرک کارشناسی ارشد را در سال ۱۳۷۰ در دانشگاه تهران و دکتری خود را در سال ۱۳۷۷ در دانشگاه امیرکبیر سپری کرد. مشفق دروس مختلفی در مقاطع کارشناسی و تحصیلات تکمیلی ارائه کرده‌است. زمینه پژوهشی وی دستگاه‌های بس‌ذره‌ای و ستاره‌های نوترونی است. مشفق از سال ۱۳۷۲ ابتدا به عنوان مربی و سپس در سال ۱۳۷۷ به عنوان استادیار در دانشگاه تهران مشغول به کار شد. در سال ۱۳۸۹ او به مرتبه استادی در دانشگاه تهران نایل شد. حمید رضا مشفق به جز فعالیت‌های علمی و اجرایی در دانشگاه تهران؛ در انجمن فیزیک ایران نیز فعالیت‌های بسیار داشته‌است و تا کنون سه دوره عضو هیئت مدیره انجمن فیزیک ایران بوده‌است. در سال ۱۳۹۹ محمود نیلی احمدآبادی، رئیس وقت دانشگاه تهران، پس از انتخاب او توسط اعضای هیئت علمی دانشکدگان علوم دانشگاه تهران در حکمی حمیدرضا مشفق را به عنوان رئیس پردیس علوم منصوب کرد. حمیدرضا مشفق به مدت یک سال، ریاست پردیس علوم دانشگاه تهران را بر عهده داشت.

## فعالیت‌های اجرایی
- معاون تحصیلات تکمیلی و پژوهشی(۱۳۸۴/۰۷/۲۳–

۱۳۸۷/۰۴/۱۵)
- ریاست دانشکده فیزیک(۱۳۸۷/۰۴/۱۵–۱۳۹۰/۰۶/۰۱)
- معاون پژوهشی پردیس علوم دانشگاه تهران (۱۳۹۳/۰۹/۱۷–۱۳۹۶/۰۸/۰۹)
- عضو هیئت ممیزه دانشگاه تهران (۱۳۹۶/۰۵/۲۴–۱۳۹۸/۰۵/۱۵)
- کمیته سازمان پژوهش در اخلاق زیست پزشکی پردیس علوم، (۱۳۹۶/۰۷/۲۰–۱۳۹۹/۰۷/۲۰)
- عضو کمیسیون تخصصی علوم (۱۳۹۶/۰۸/۱۷–

۱۳۹۸/۰۸/۱۷)
- نماینده هیئت اجرایی جذب در مؤسسه ژئوفیزیک (۱۳۹۶/۰۸/۲۷–۱۳۹۹/۰۸/۲۷)
- عضو هیئت مدیره انجمن فیزیک ایران (۱۳۹۶/۰۹/۱۱–

۱۳۹۶/۰۹/۱۱)
- نماینده هیئت اجرایی جذب دانشکده فیزیک (۱۳۹۶/۱۱/۰۲–۱۳۹۸/۱۱/۰۲)
- عضو شورای آموزش دانشکده فیزیک (۱۳۹۶/۱۱/۲۳–۱۳۹۸/۱۱/۲۳)
- عضو شورای برنامه‌ریزی و گسترش وزارت علوم (۱۳۹۶/۱۱/۲۴–۱۳۹۸/۱۱/۲۴)
- عضو شورای تحصیلات تکمیلی دانشکده فیزیک (۱۳۹۶/۱۱/۲۴–۱۳۹۸/۱۱/۲۴)
- کمیسیون تخصصی علوم انسانی (۱۳۹۷/۰۸/۱۵–

۱۳۹۸/۰۸/۱۵)
- رئیس پردیس علوم (۱۳۹۹–۱۴۰۰)[۷][۸][۹]
- دبیر پنجمین جشنواره اندیشمندان و دانشمندان جوان ۱۴۰۰/۰۹/۰۹[۱۰]
- عضو مدعو شاخه فیزیک فرهنگستان علوم
- عضو هیئت ممیزه وزارت علوم و تحقیقات و فناوری

## کتاب‌های تألیفی
- رضا خالو و حمیدرضا مشفق. «آموزش فیزیک پیش دانشگاهی.»: نشر نی، ۱۳۷۶.

## کتاب‌های ترجمه‌شده
- حمیدرضا مشفق و سلیمه کیمیاگر. «مکانیک کوانتومی.»: نشر کتاب دانشگاهی، ۱۳۷۸.
- حمیدرضا مشفق و سلیمه کیمیاگر. «آشنایی با ذرات بنیادی.»: مرکز نشر دانشگاهی، ۱۳۸۶.[۱۱]
- حمیدرضا مشفق، سعید واشهری و فرشاد نژادستاری. «آشنایی با مکانیک کوانتومی.»: نشر کتاب دانشگاهی، ۱۳۸۸.
- مسعود علی محمدی و حمیدرضا مشفق. «مکانیک کوانتومی مدرن.» : انتشارات دانشگاه تهران، ۱۳۸۸.
- حمیدرضا مشفق و مسعود علی محمدی. «مکانیک کوانتومی مدرن.»: نیاز دانش، ۱۳۹۴.
- حمیدرضا مشفق و سلیمه کیمیاگر. «آشنایی با ذرات بنیادی.» تهران: مرکز نشر دانشگاهی، ۱۳۹۶.